# 松尾秀明

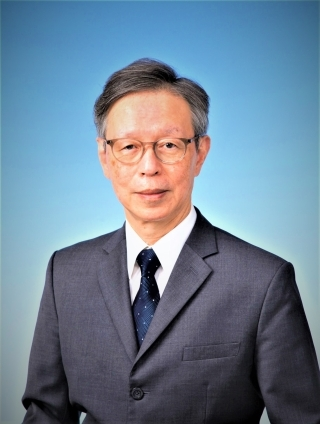
在セブ日本国総領事館ウェブページより（2024年）

松尾 秀明（まつお ひであき、1962年〈昭和37年〉5月3日 - ）は、福岡県出身の日本の外交官。
総務省情報公開・個人情報保護審査会事務局審査官、外務省大臣官房総務課公文書監理室などを経て、2023年12月から在セブ総領事を務める。

## 略歴
- 1986年　外務省専門職員採用試験合格
- 1987年3月　九州大学法学部法律学科卒業
- 1987年4月　外務省入省
- 2003年3月　在スリ・ランカ日本国大使館 二等書記官
- 2003年4月　在スリ・ランカ日本国大使館 一等書記官
- 2006年1月　アジア大洋州局大洋州課 課長補佐
- 2008年7月　在カンボジア日本国大使館 一等書記官
- 2011年9月　在ミャンマー日本国大使館 一等書記官
- 2017年4月　在シドニー日本国総領事館 領事
- 2020年7月　総務省情報公開・個人情報保護審査会事務局 審査官
- 2022年9月　外務省大臣官房総務課公文書監理室
- 2023年12月　在セブ日本国総領事館 総領事